# Мелешко Фотій Минович
Фотій Минович Мелешко (серпень 1889, Глодоси Херсонщина — 1970, Нью-Йорк) — повстанський отаман, з вчителів с. Глодоси нині Кіровоградської області.

## Життєпис

### Перші Визвольні змагання
Четар Української Галицької армії. Брат по крові українського радянського поета Тереня Масенка. Мелешко став одним з командирів гайдамацькного загону, що діяв у Глодоській волості у 1918—1920 роках. Тісно взаємодіяв з повстанцями отаманів Залізняка (Коваленка) з Хмельового та Орла (Нестернка) — земляка з Глодос. У рідному селі прославився завдяки ліквідації загону з 19-х місцевих більшовиків. Очільнику більшовицької самооборони с. Глодоси — Якову Кальку, Мелешко запропонував мир. Однак Калько відкинув пропозицію «петлюрівця».
У 1920 році Фотій Мелешко і 30-ть його глодосівських козаків з Дорошенківської сотні залишили Глодоси і подалися до Західної України, а потім до Польщі. Глодоські більшовики переслідували козаків Мелешка, однак безрезультатно. Наздоганяючи український підрозділ глодоські більшовики, на чолі з Яковом Кальком, страчували класових ворогів, яких зустрічали на своєму шляху. Зокрема, не діставшись до Мелешка та його вояків, більшовиками був вбитий колишній губернатор Привіслінського краю Ерделі та його родина. Останні тікали на захід, рятуючись від комуністів. Про це згадує сам Яків Калько у своїх спогадах, які вийшли друком у СРСР після поразки Армії УНР у війні з більшовиками.

### Еміграція
Фотій не відвідував рідного села після 1920 року. Не зміг прибути на похорон батька та матері. У 1921 році переїхав до Праги, вступив до університету на навчання, здобув вищу освіту. Вчителював в українських еміграційних школах. Чимало з його козаків, які залишилися в Україні, було засуджено радянською владою до заслання. У 1943 році мешкав у Львові, згодом виїхав на захід. У 1950-х роках емігрував до США. Працював кочегаром, попри те, що одна рука була без пальців. Помер у 1970 році Нью-Йорку та похований на православному цвинтарі святого Андрія у Саут-Баунд-Брук.

## Твори
Автор драми «Понад Дніпром» (вперше поставлена 1921 р.), епопеї з селянського життя «Три покоління» (1943, 1959), оповідання, спогадів та ін.
- Три покоління. — Краків: Українське Видавництво, 1943. — Т. 1. — 195 с.
- Три покоління. — Нью-Йорк: Книгоспілка, 1959. — Т. 2. — 307 с.
- Трьома шляхами (драматичний нарис). — Лондон: Українська Видавнича Спілка, 1964. — 24 с.
- Понад Дніпром. — Лондон: Українська Видавнича Спілка, 1967. — 35 с.